# Cambridge Advanced Learner’s Dictionary
Cambridge Advanced Learner’s Dictionary, skrót w wydawnictwach naukowych CALD – jednojęzyczny słownik dydaktyczny języka angielskiego wydany przez wydawnictwo Cambridge University Press. Słownik jest wydany w wersji książkowej, na CD, aplikacji na telefony komórkowe i w wersji online.

## Historia
Pierwsze wydanie ukazało się w roku 1995 pod nazwą Cambridge International Dictionary of English. Jest czwartym słownikiem dydaktycznym języka angielskiego, po wydawnictwach Oxford University Press – OALD, Longman Pearson – LDOCE i słowniku Collins COBUILD. Czwarte wydanie zawiera 75 000 haseł i fraz, znacznie mniej niż w wydawnictwach konkurencyjnych. 

## Słownik
Cechą słownika CALD Jest prostota: metasłownik użyty do definiowania wyrazów hasłowych zawiera ok. 2 000 słów, znacząco mniej niż w konkurencyjnych słownikach, w których liczba słów metasłownika waha się między 2 500 a 3000. Słowniki z Cambridge są opracowane z myślą o organizowanych przez uniwersytet egzaminach (FCE, CAE, Proficiency). Zdecydowana większość definicji (pięć na sześć) w słowniku podanych jest pełnym zdaniem. Dodatkowo wyróżniającą go cechą są uwagi poprawnościowe i omówienie powszechnych błędów popełnianych przy użyciu danego słowa sygnowana oknem „common mistake”, np. fun  i funny. Słownik podaje również ważne kolokacje, w słowniku znajduje się ich 25 000. Przykłady użycia wyrazów w zdaniach pochodzą z Cambridge International Corpus, zbioru ponad półtora miliarda słów  różnych rejestrów i odmian języka. 

## Krytyka
Krytycy wskazują na małą liczbę ilustracji i zbyt dużą liczbę stron wypełnionych wyłącznie tekstem, aczkolwiek jest on rozerwany przez ramki. Inni zwracają uwagę na zbyt prosty język definicji, który miejscami uniemożliwia pełne zrozumienie, zwłaszcza w wydaniu trzecim, poza tym ogranicza jego użycie bardziej dla średniozaawansowanych uczących się języka. 